# Adobe Character Animator
Adobe Character Animator é um produto de software de computador que combina captura de movimento ao vivo com um sistema de gravação de várias trilhas para controlar bonecos 2D em camadas desenhados no Photoshop ou Illustrator. Ele é instalado automaticamente com o Adobe After Effects CC 2015 a 2017 e também está disponível como um aplicativo autônomo que pode ser baixado separadamente como parte de uma assinatura de todos os aplicativos da Creative Cloud.

## Características
O Character Animator importa documentos em camadas do Adobe Photoshop e do Adobe Illustrator para fantoches com comportamentos aplicados a eles. Os fantoches são então colocados em uma cena, que pode ser visualizada no painel Cena e no painel Linha do Tempo. O rigging é configurado no painel Marionete, embora o rigging básico seja totalmente automático com base em nomes de camadas específicas como Sobrancelha direita e Sorriso. As propriedades dos elementos selecionados podem ser examinadas e alteradas no painel Propriedades, incluindo parâmetros de comportamento. As entradas ao vivo incluem uma webcam (para rastreamento de rosto), microfone (para sincronização labial ao vivo), teclado (para ativar camadas para ocultar/mostrar) e mouse (para distorcer alças específicas).
A saída final de uma cena pode ser exportada para uma sequência de arquivos PNG e um arquivo WAV ou qualquer formato de vídeo compatível com Adobe Media Encoder. A saída ao vivo pode ser enviada para outros aplicativos em execução na mesma máquina por meio do protocolo Siphon (somente Mac) ou Adobe Mercury Transmit no Mac e no Windows. As cenas também podem ser soltas diretamente no After Effects e no Premiere Pro, usando Link Dinâmico para evitar a renderização.

## História de lançamentos
A seguir está a lista de versões do Character Animator.
| versão   | data de lançamento                                       | lançado com                    | alterações significativas |
| -------- | -------------------------------------------------------- | ------------------------------ | --- |
| Prévia 1 | 15 de junho de 2015                                      | After Effects CC 2015.0 (13.5) | rastreamento de rosto sem marcador; importação PSD e AI em camadas; Importação de WAV e AIFF; exportação de sequência PNG; Exportação WAV |
| Prévia 2 | 27 de julho de 2015                                      |                                | rastreamento de rosto e sincronização labial mais precisos; faixa de reordenação e encaixe na linha do tempo; grade de transparência; performance melhorada; correções de bugs |
| Prévia 3 | 30 de novembro de 2015                                   | After Effects CC 2015.1 (13.6) | “sticks” para controlar a rigidez da malha do fantoche, gestos multitoque para controlar os membros do personagem, a capacidade de compartilhar fantoches manipulados, maior flexibilidade de gravação, melhorias de desempenho                                                                          |
| Prévia 4 | 20 de junho de 2016 (anunciado 12 de abril de 2016)      | After Effects CC 2015.3 (13.8) | marcação de camada visual, sincronização labial aprimorada, exportação via Adobe Media Encoder, suporte Siphon, Motion Trigger, Auto Blink |
| Beta 5   | 2 de novembro de 2016                                    | After Effects CC 2017 (14.0)   | link dinâmico para After Effects e Premiere Pro, arquivos fantoches compartilháveis, tag Cycle Pause, importação de MP3, importação de sequência PNG, melhorias de velocidade |
| Beta 6   | 19 de abril de 2017                                      | After Effects CC 2017 (14.2)   | ciclos de caminhada automáticos, editor viseme, saída de streaming ao vivo multiplataforma via Mercury Transmit, modos de mesclagem de camadas, modos de espaço de trabalho, idiomas adicionais (chinês simplificado, português, italiano, espanhol, russo e coreano)                                    |
| 1.1      | 18 de outubro de 2017 (anunciado 14 de setembro de 2017) | parte da Creative Cloud        | painéis de controles e gatilhos, suporte a MIDI, animação pose a pose Face & Eye Gaze, forma de onda de áudio na linha do tempo, copiar e colar de visemas no After Effects, anexar automaticamente, máscaras de recorte, Layer Picker, Fader, Collide e tags dinâmicas, sincronização labial aprimorada |
| 1.1.1    | 11 de dezembro de 2017                                   | parte da Creative Cloud        | pequenas alterações da interface do usuário e correções de bugs |
| 1.5      | 3 de abril de 2018                                       | parte da Creative Cloud        | física de partículas, instantâneos de cena, IU de gatilhos aprimorados, copiar e colar tomadas e gatilhos, contagem regressiva antes da gravação, arte do botão do painel de controles personalizado |
| 2.0      | 15 de outubro de 2018 (anunciado 9 de setembro de 2018)  | parte da Creative Cloud        | Caracterizador, replays, ímãs, elasticidade, marcas de ombro e quadril, marcadores de história |
| 2.1      | 3 de abril de 2019                                       | parte da Creative Cloud        | Extensão de gatilho de personagem para Twitch, movimento da mandíbula com base em visemes, filtro de pesquisa para comportamentos, aprimoramento da IU |
| 2.1.1    | 17 de junho de 2019                                      | parte da Creative Cloud        | correções de bugs |
| 3.0      | 4 de novembro de 2019                                    | parte da Creative Cloud        | quadros-chave, câmeras de cena, áudio acionável, linhas de movimento, painel de problemas de manipulação, filtragem de pesquisa para tags e acionadores |
| 3.1      | 9 de dezembro de 2019                                    | parte da Creative Cloud        | etiquetas de gatilho, filtros de pesquisa para itens de projeto |
| 3.2      | 9 de fevereiro de 2020                                   | parte da Creative Cloud        | alongamento do tempo do quadro-chave, melhorias relacionadas a replays, novos atalhos de teclado, adição automática do comportamento correspondente para as ferramentas Pin, Dragger e Dangle |
| 3.3      | 18 de maio de 2020                                       | parte da Creative Cloud        | botão de feedback, marcadores sobre link dinâmico, filtro de pesquisa da linha do tempo, controle de volume da faixa de áudio |
| 3.3.1    | 15 de junho de 2020                                      | parte da Creative Cloud        | correções de bugs, novo ícone |
| 3.4      | 20 de outubro de 2020                                    | parte da Creative Cloud        | animação sensível à fala, sincronização labial aprimorada, IK de membros, tomadas de fusão |
| 3.5      | Fevereiro de 2021                                        | parte da Creative Cloud        | opções de ajuste da linha do tempo |
| 4.0      | 10 de março de 2021                                      | parte da Creative Cloud        | novo formato de arquivo (mais rápido, mais compacto e resiliente a corrupção) |
| 4.2      | 10 de maio de 2021                                       | parte da Creative Cloud        | recuperação automática de projetos danificados |
| 4.4      | 19 de julho de 2021                                      | parte da Creative Cloud        | suporte de silicone nativo da Apple, animação mais rápida com reconhecimento de fala |
| 22.0     | 26 de outubro de 2021                                    | parte da Creative Cloud        | melhorias no rastreador de corpo, replays inteligentes, tela inicial e linha do tempo |